# Peter Donat
Peter Donat (született Pierre Collingwood Donat) (Kentville, Új-Skócia, 1928. január 20. – Point Reyes Station, Kalifornia, 2018. szeptember 10.) kanadai születésű amerikai színész.

## Filmjei
- Lost Lagoon (1957)
- Der Revolver des Korporals (1967)
- My Old Man's Place (1971)
- A Keresztapa II. (The Godfather Part II) (1974)
- The Missiles of October (1974, tv-film)
- Russian Roulette (1975)
- The Hindenburg (1975)
- Billy Jack Goes to Washington (1977)
- Delta County, U.S.A. (1977, tv-film)
- Mirrors (1978
- Ö.K.Ö.L. (F.I.S.T.) (1978)
- A Different Story (1978)
- Kína-szindróma (The China Syndrome) (1979)
- Ég és föld között (Hanging by a Thread) (1979, tv-film)
- Meteor (1979, hang)
- Highpoint Buster (Highpoint) (1982)
- A színpadon a Stains! (Ladies and Gentlemen, The Fabulous Stains) (1982)
- I Am Joe's Eye (1983, hang)
- Massive Retaliation (1984)
- The Bay Boy (1984)
- Lune de miel (1985)
- Unfinished Business (1987)
- Tucker, az autóbolond (Tucker: The Man and His Dream) (1988)
- Az életművész (Skin Deep) (1989)
- A rózsák háborúja (The War of the Roses) (1989)
- Babe (The Babe) (1992)
- Vágyak csapdájában (School Ties) (1992)
- Játsz/ma (The Game) (1997)
- Vörös sarok (Red Corner) (1997)
- Mélyvíz (The Deep End) (2001)
- Gyilkos sorok: A kelta fejtörők (Murder, She Wrote: The Celtic Riddle) (2003)